# Edvard Grimstad
Edvard Grimstad (* 29. März 1933 in Råde, Fylke Østfold; † 3. April 2014) war ein norwegischer Politiker der Senterpartiet, der acht Jahre lang Mitglied des Storting sowie zuletzt von 1993 bis 1997 dessen Vizepräsident war. Anschließend war er zwischen 1998 und 2003 Regierungspräsident (Fylkesmann) von Østfold.

## Leben

### Studium, Entwicklungshelfer und Landwirt
Grimstad, dessen Eltern Johan E. Grimstad und Marie Gammelsrød Bauern waren, absolvierte seine Schulausbildung von 1940 bis 1947 an der Folkeskole Råde sowie anschließend an der Sekundarschule in Råde, ehe er zwischen 1949 und 1950 die Provinzschule (Fylkesskole) in Rygge besuchte. Nach einem darauf folgenden Besuch der Bauernschaftlichen Volkshochschule (Bondelagets folkehøgskole) in Eidsberg absolvierte er von 1952 bis 1954 die Landwirtschaftsschule in Kalnes sowie danach einen Kooperationskurs an der Winter-Landwirtschaftsschule. Bereits nach Abschluss der Volksschule arbeitete er von 1947 bis 1955 auf dem elterlichen Bauernhof mit und war anschließend zwischen 1955 und 1956 Kontrollassistent in Furnes. Im Anschluss war er von 1956 bis 1958 Jugendfunktionär bei der Norwegischen Landjugend (Norges Bygdeungdomslag).
1958 begann Grimstad ein Vorstudium an der Norwegischen Landwirtschaftshochschule, an der er danach von 1959 bis 1962 ein Studium der Agrarwissenschaft und Ökonomie absolvierte. Nach Abschluss des Studiums war er kurzzeitig 1962 Wissenschaftlicher Assistent an der Norwegischen Landwirtschaftshochschule sowie danach von 1962 bis 1966 Berater und Organisationsleiter in einem Schlachtereibetrieb.
In dieser Zeit fungierte er von 1962 bis 1966 auch als Vorsitzender der Norwegischen Landjugend und war zugleich zwischen 1964 und 1966 Vorsitzender des Landesrates der norwegischen Jugendorganisationen LNU (Landsrådet for norske ungdomsorganisasjoner). 1966 übernahm er den elterlichen Bauernhof, war aber daneben für zwei Jahre von 1966 bis 1968 als Berater in der Entwicklungshilfe in Kenia tätig.
Grimstad, der seit 1968 als Bauer in Råde tätig war, war von 1968 bis 1975 Sekretär des Vorstandes des Norwegischen Bauernverbandes (Norges Bondelag). Er begann sein politisches Engagement in der Kommunalpolitik und war zwischen 1971 und 1975 Mitglied des Gemeinderates von Råde sowie von 1975 bis 1976 erst Gemeindevorsteher sowie später von 1979 bis 1981 Vize-Gemeindevorsteher.
Daneben war er von 1975 bis 1977 erst Vorstandsvorsitzender sowie anschließend zwischen 1977 und 1981 Verwaltungsdirektor des Betriebes Gartnerhallen. Zwischenzeitlich fungierte er von 1976 bis 1980 als Vorsitzender der Senterpartiet im Fylke Østfold. Gleichzeitig war er von 1977 bis 1981 Vorstandsvorsitzender des Familienunternehmens Grimstad Konservesfabrikk A/S. Ferner engagierte er sich von 1983 bis 1987 auch Koordinator eines Entwicklungshilfeprojektes in Mosambik. Zugleich war er von 1983 bis 1987 Mitglied des Provinzparlaments (Fylkesting) von Østfold.

### Mitglied und Vizepräsident des Storting sowie Fylkesmann
Bei der Wahl 1989 wurde Grimstad als Kandidat der Senterpartiet erstmals als Mitglied in das Storting gewählt und vertrat dort bis 1997 die Interessen des Fylke Østfold. Anfangs war Mitglied des Verteidigungsausschusses und danach von November 1990 bis September 1993 Mitglied des Justizausschusses des Storting. Darüber hinaus war er zwischen Januar 1992 und September 1993 Mitglied der Delegation bei der Generalversammlung der Vereinten Nationen.
Zuletzt war er vom 11. Oktober 1993 bis zum 30. September 1997 Vizepräsident des Storting. Daneben fungierte er als Sekretär des Mandatsprüfungsausschusses sowie als Vizevorsitzender des Wahlausschusses. Des Weiteren war er in dieser Zeit Mitglied des Vorstandes der Fraktion der Senterpartiet.
Nach seinem Ausscheiden aus dem Storting wurde Grimstad 1998 Regierungspräsident (Fylkesmann) von Østfold und bekleidete diese Funktion bis 2003.